# 茨城県道124号新宿新田総和線

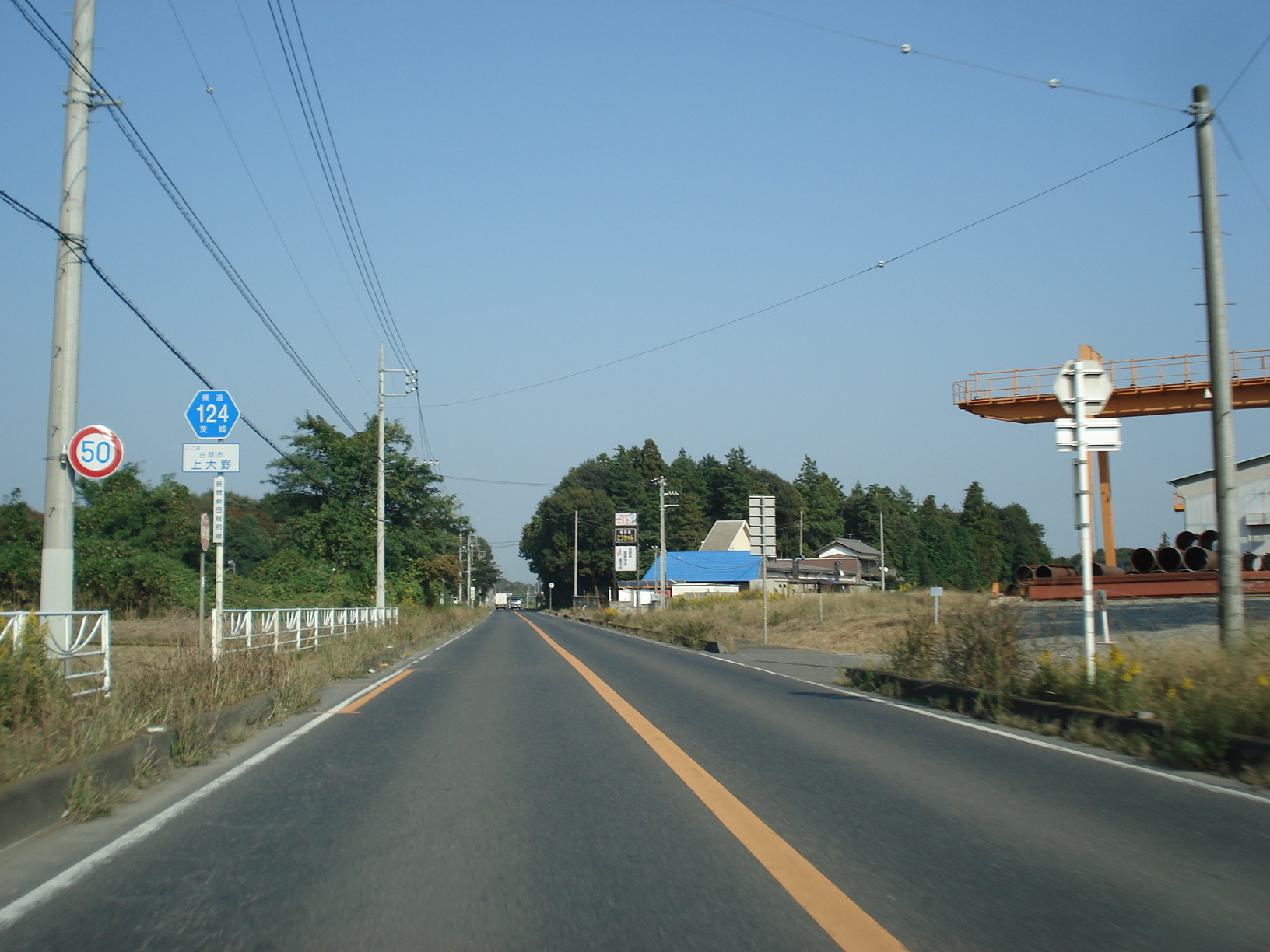
古河市上大野付近

茨城県道124号新宿新田総和線（いばらきけんどう124ごう しんじゅくしんでんそうわせん）は、茨城県結城市新宿新田から古河市に至る一般県道である。なお、周辺住民からは『内山街道』と呼ばれる事が多い。

## 概要
茨城県結城市大字新宿新田地内の茨城県道23号筑西三和線より分岐し、古河方面（西方向）へ向かい、古河市上片田で国道4号新4号バイパスと立体交差し、古河市上大野の終点で国道125号と接続する一般県道である。

### 路線データ
本線
- 起点：茨城県結城市大字新宿新田字蓮田120番の10（＝茨城県道23号下館三和線交点）[1]
- 終点：茨城県古河市上大野765番の3（＝国道125号交点）[1]
- 総延長：8.495 km[2]
- 重用延長：0.142 km[2]
- 未供用延長：なし[2]
- 実延長：8.353 km[2]
- 自動車交通不能区間延長[注釈 1]：なし[2]

別線
また、古河市都市計画道路西牛谷辺見線のうち供用されている以下の区間が県道として指定されている。
- 起点：古河市上辺見字六軒下2033番1地先[4]
- 終点：古河市上辺見字鹿養大道南1324番2地先[4]

## 歴史
1972年（昭和47年）3月1日、県道下館三和線（整理番号40）の路線認定に伴って、その前身路線にあたる県道小堤下館線（整理番号143）を廃止して、小堤下館線の一部にあたる結城市大字新宿新田を起点に、猿島郡総和町（現：古河市）を終点とする区間を、県道新宿新田総和線（整理番号143）として茨城県が路線認定した県道である。1995年（平成7年）に、茨城県道の路線再編が行われた際に、整理番号143から整理番号124となり、現在に至る。

### 年表
- 1959年（昭和34年）10月14日：現在の路線の前身にあたる県道小堤下館線（猿島郡総和村大字小堤 - 真壁郡関城町 - 下館市二木成、図面対象番号83）が路線認定される[5]。
- 1972年（昭和47年）3月1日
  - 現在の路線である県道新宿新田総和線（整理番号143）が路線認定される[6]。
  - 結城市大字新宿新田 - 猿島郡総和町大字上大野の区間（延長7.944 km）を道路区域に決定、供用開始[1]。
  - 前身路線に当たる小堤下館線（猿島郡総和町大字小堤 - 下館市、整理番号143）を廃止[7][注釈 2]。
- 1995年（平成7年）3月30日：整理番号143から現在の番号（整理番号124）に変更される[8]。
- 2000年（平成12年）3月9日：猿島郡総和町大字上大野 - 大字上辺見の区間（5.797 km）を道路区域に追加し路線を延伸[9]。
- 2002年（平成14年）4月1日：猿島郡三和町大字上片田 - 同郡総和町大字上大野の区間が、通行する車両の最大重量限度25トンの道路に指定される[10]。
- 2004年（平成16年）3月22日：猿島郡三和町大字駒込 - 同町大字上片田の区間が、通行する車両の高さの最高限度4.1 mの道路に指定される[11]。
- 2010年（平成22年）4月1日：結城市新宿新田 - 古河市上片田の区間を、通行する車両の最大重量限度25トンの道路に指定[12]。
- 2010年（平成22年）4月30日：古河市上辺見（一般県道古河総和線交点付近）の新規道路の一部（約0.3 km）が開通する [4]。

## 路線状況
道路法の規定に基づき、古河市上辺見（一般県道古河総和線交差） - 同（赤十字病院東交差点）間は、緊急輸送道路として機能を維持するため、災害発生時の被害拡大防止を目的に道路用地内に電柱を建てることが制限されている。

### 道路施設
- 幸島橋（西仁連川、結城市 - 古河市境）

## 地理

### 通過する自治体
- 茨城県
  - 結城市 - 古河市 - 結城市 - 古河市

### 交差する道路
- 茨城県道23号筑西三和線（起点）
- 茨城県道17号結城野田線（結城市大字北南茂呂）
- 新4号国道（古河市上片田・上片田西交差点）
- 国道125号（終点・上大野交差点）
- 茨城県道250号古河総和線（古河市上辺見）※別線

### 沿線
- 古河赤十字病院（古河市下山町）※別線